# Duke of Queensberry

Wappen der Dukes aus dem Hause Douglas (bis 1778)

Duke of Queensberry ist ein erblicher britischer Adelstitel in der Peerage of Scotland. Der Titel ist nach dem Hügel Queensberry in Dumfriesshire benannt und ist seit 1810 mit dem des Duke of Buccleuch (1663) vereinigt. 
Familiensitz der Dukes of Queensbury ist Drumlanrig Castle in Dumfriesshire, das vom ersten Duke erbaut wurde.

## Verleihung, nachgeordnete und weitere Titel

Wappen der Dukes aus dem Hause Scott ab 1810

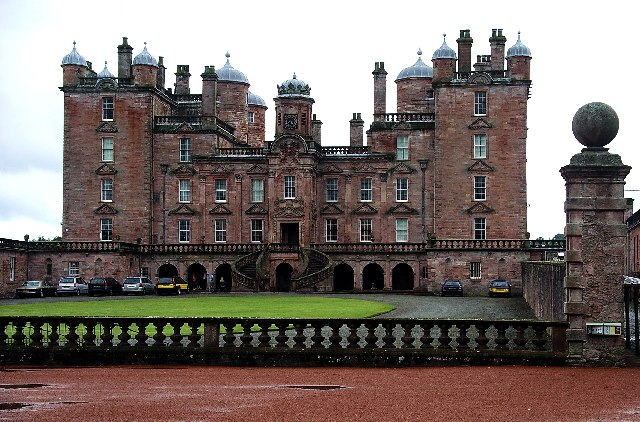
Drumlanrig Castle, bis 1810 Sitz des Duke of Queensberry aus dem Haus Douglas, seither des Duke of Buccleuch and Queensberry aus dem Haus Scott

Der Titel wurde am 3. Februar 1684 von König Karl II. an William Douglas, 1. Marquess of Queensbury, verliehen. Dieser stammte aus dem Hause Douglas und war ein bedeutender Jurist seiner Zeit. Er war insbesondere von 1680 bis 1682 Lord Justice General und von 1682 bis 1686 Lord High Treasurer von Schottland gewesen. Zusammen mit dem Dukedom wurde ihm der Titel Marquess of Dumfriesshire verliehen. Bereits 11. Februar 1682 waren ihm die Titel Marquess of Queensberry, Earl of Drumlanrig and Sanquhar, Viscount Nith, Torthorwald and Ross sowie Lord Douglas of Kilmount, Middlebie and Dornock verliehen worden. Zudem hatte der 1671 von seinem Vater die Titel 3. Earl of Queensberry (geschaffen am 13. Juni 1633), 3. Viscount Drumlanrig (geschaffen am 1. April 1628) und 3. Lord Douglas of Hawick and Tibbers (geschaffen am 1. April 1628) geerbt, die seinem Großvater verliehen worden waren. Die ihm 1682 verliehenen Titel wurden ihm mit dem besonderen Vermerk verliehen, dass sie an seine männlichen Erben (his heirs male whatsoever) vererbbar seien, während seine übrigen Titel ausschließlich an seine leiblichen männlichen Nachkommen vererbbar sind. Alle genannten Titel gehören zur Peerage of Scotland.
Sein Sohn, der 2. Duke, gab 1706 die Titel Duke of Queensberry und Marquess of Dumfriesshire an die Krone zurück. Am 17. Juni 1706 bekam er sie neu verliehen, und zwar mit dem besonderen Vermerk, dass sie hinsichtlich der Protokollarische Rangordnung als bereits am 3. Februar 1684 verliehen gelten sollen und dass sie nach seinem Tod zunächst an seinen drittgeborenen Sohn Charles Douglas und dessen männliche Nachkommenlinie und nach deren Aussterben an die männlichen oder weiblichen Nachkommen seines Urgroßvaters, des 1. Earls of Queensberry, vererbbar sein sollen. Hintergrund war, dass sein erster Sohn William Douglas 1696 gestorben und sein zweiter Sohn James Douglas offensichtlich schwachsinnig war. Am 26. Mai 1708 wurde er in der Peerage of Great Britain auch zum Duke of Dover, Marquess of Beverley und Baron Ripon erhoben. Die Verleihung dieser Titel erfolgte ebenfalls mit einer Erbregelung zugunsten seinen drittgeborenen Sohnes Charles. Entsprechend fielen beim Tod des 2. Dukes 1711 die Titel von 1684/1706 und 1708 an Charles Douglas als 3. Duke of Queensberry und 2. Duke of Dover. Die übrigen Titel fielen zunächst an James Douglas als 3. Marquess of Queensberry und bei dessen kinderlosem Tod 1715 schließlich ebenfalls an Charles Douglas. Ebendieser war zudem am 17. Juni 1707 in der Peerage of Scotland zum Earl of Solway, Viscount of Tiberris und Lord Douglas of Lockerbie, Dalveen und Thornhill erhoben worden.
Beim Tod des 3. Dukes of Queensberry am 22. Oktober 1778 erloschen seine Titel von 1707 und 1708. Die übrigen Titel fielen an dessen Neffen zweiten Grades, William Douglas, 3. Earl of March, als 4. Duke of Queensberry. Dieser hatte 1731 von seinem Vater die Titel 3. Earl of March, 3. Viscount of Peebles und 3. Lord Douglas of Neidpath, Lyne and Munard und 1748 von seiner Mutter die Titel 3. Earl of Ruglen, 3. Viscount of Riccartoun und 3. Lord Hillhouse geerbt. Zudem wurde ihm am 8. August 1786 in der Peerage of Great Britain der Titel Baron Douglas, of Amesbury in the County of Wiltshire, verliehen.
Beim Tod des 4. Dukes am 23. Dezember 1810 erloschen die Titel Earl of Ruglen, Viscount of Riccartoun, Lord Hillhouse und Baron Douglas. Die Titel Duke of Queensberry, Marquess of Dumfriesshire, Earl of Drumlanrig and Sanquhar, Viscount of Nith, Tortholwald and Ross und Lord Douglas of Kilmount, Middlebie and Dornock fielen in weiblicher Linie an seinen Neffen dritten Grades Henry Scott, 3. Duke of Buccleuch als 5. Duke. Die übrigen Titel fielen in weiblicher Linie an andere Verwandte. Henry Scott hatte bereits 1751 von seinem Großvater die Titel 3. Duke of Buccleuch, 6. Earl of Buccleuch, 3. Earl of Doncaster, 3. Earl of Dalkeith, 7. Lord Scott of Buccleuch, 6. Lord Scott of Whitchester and Eskdaill, 3. Baron Scott of Tindale geerbt. Seit 1810 werden beide Dukedoms gemeinsam geführt. Der heutige Titelinhaber, Richard Scott, 10. Duke of Buccleuch, 12. Duke of Queensberry, ist eine von nur fünf Personen im Vereinigten Königreich, die zwei Dukedoms führt.

## Liste der Dukes of Queensberry (1684)

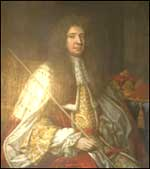
William Douglas, 1. Duke of Queensberry (1637–1695)

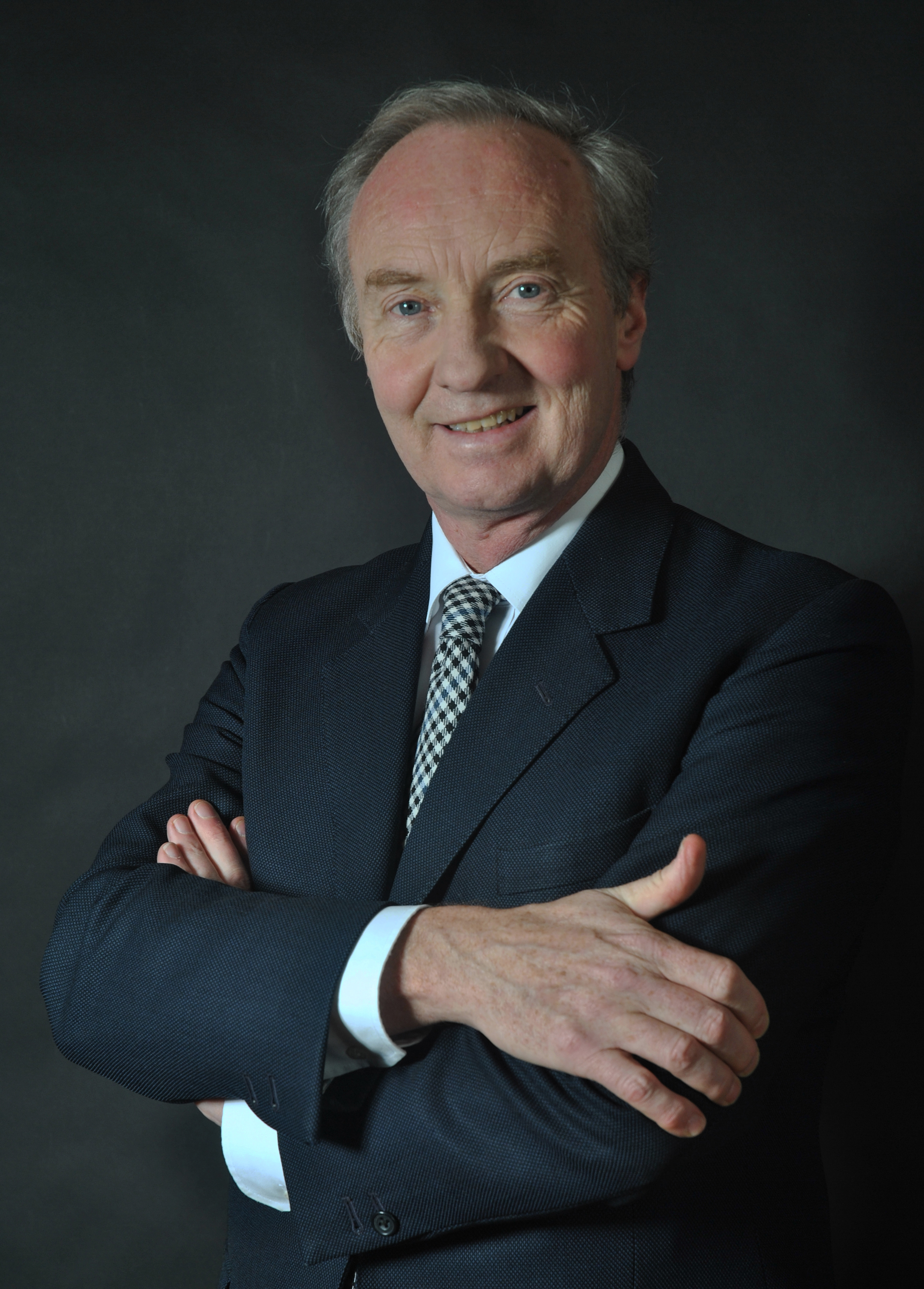
Richard Scott, 10. Duke of Buccleuch, 12. Duke of Queensberry (* 1954)

- William Douglas, 1. Duke of Queensberry (1637–1695)
- James Douglas, 2. Duke of Queensberry, 1. Duke of Dover (1672–1711)
- Charles Douglas, 3. Duke of Queensberry, 2. Duke of Dover (1698–1778)
- William Douglas, 4. Duke of Queensberry (1725–1810)
- Henry Scott, 3. Duke of Buccleuch, 5. Duke of Queensberry (1746–1812)
- Charles Montagu-Scott, 4. Duke of Buccleuch, 6. Duke of Queensberry (1772–1819)
- Walter Montagu-Douglas-Scott, 5. Duke of Buccleuch, 7. Duke of Queensberry (1806–1884)
- William Montagu-Douglas-Scott, 6. Duke of Buccleuch, 8. Duke of Queensberry (1831–1914)
- John Montagu-Douglas-Scott, 7. Duke of Buccleuch, 9. Duke of Queensberry (1864–1935)
- Walter Montagu-Douglas-Scott, 8. Duke of Buccleuch, 10. Duke of Queensberry (1894–1973)
- John Scott, 9. Duke of Buccleuch, 11. Duke of Queensberry (1923–2007)
- Richard Scott, 10. Duke of Buccleuch, 12. Duke of Queensberry (* 1954)

Titelerbe (Heir apparent) ist der Sohn des aktuellen Titelinhabers, Walter Scott, Earl of Dalkeith (* 1984).